# Volta a Espanya de 1955
La Volta a Espanya de 1955 fou la 10a edició de la Volta a Espanya i es disputà entre el 23 d'abril i el 8 de maig de 1955, amb un recorregut de 2.740 km dividits en 15 etapes. L'inici i final de la cursa fou a Bilbao. 106 corredors van prendre la sortida repartits entre 18 equips, dels quals 63 finalitzaren la cursa.
Després de quatre anys sense disputar-se la cursa, el diari El Correo Español – El Pueblo Vasco es va encarregar de l'organització de la cursa, aconseguint el seu rellançament, tant en el nombre de participants com en la qualitat dels mateixos. Per primera vegada es va incorporar el mallot groc per diferenciar al líder de la classificació general.
El vencedor fou el francès Jean Dotto. La classificació per punts fou per l'italià Fiorenzo Magni, mentre el també italià Giuseppe Buratti guanyà la classificació de la muntanya.

## Equips participants
- Espanya A
- Espanya B
- Alemanya
- Benelux
- França
- Anglaterra
- Itàlia A
- Itàlia B
- Suissa
- Sud-Est
- Balears
- Castella
- Catalunya
- Catalunya-Aragó
- Galícia-Astúries-Lleó-Valladolid
- Gipuzkoa-Navarra
- Llevant
- Biscaia

## Etapes
| Etapa | Dia        | Recorregut             | Km       | Guanyador             | Líder                   |
| ----- | ---------- | ---------------------- | -------- | --------------------- | ----------------------- |
| 1a    | 23 d'abril | Bilbao - Sant Sebastià | 240      | Gilbert Bauvin (FRA)  | Gilbert Bauvin (FRA)    |
| 2a    | 24 d'abril | Sant Sebastià - Baiona | 211      | Gilbert Bauvin (FRA)  | Gilbert Bauvin (FRA)    |
| 3a    | 25 d'abril | Baiona - Pamplona      | 157      | Antoni Gelabert (ESP) | Jesús Loroño (ESP)      |
| 3a    | 26 d'abril | Pamplona - Saragossa   | 229      | Jesús Galdeano (ESP)  | Jesús Loroño (ESP)      |
| 5a    | 27 d'abril | Saragossa - Lleida     | 195      | Gabriel Company (ESP) | Raphaël Géminiani (FRA) |
| 6a    | 28 d'abril | Lleida - Barcelona     | 230      | Pierino Baffi (ITA)   | Raphaël Géminiani (FRA) |
| 7a    | 30 d'abril | Barcelona - Barcelona  | 29 (CRI) | Fiorenzo Magni (ITA)  | Raphaël Géminiani (FRA) |
| 8a    | 1 de maig  | Barcelona - Tortosa    | 213      | Vicent Iturat (ESP)   | René Marigil (ESP)      |
| 9a    | 2 de maig  | Tortosa - València     | 190      | Pierino Baffi (ITA)   | René Marigil (ESP)      |
| 10a   | 3 de maig  | València - Conca       | 222      | Antonio Uliana (ITA)  | Jean Dotto (FRA)        |
| 11a   | 4 de maig  | Conca - Madrid         | 168      | Donato Piazza (ITA)   | Jean Dotto (FRA)        |
| 12a   | 5 de maig  | Madrid - Madrid        | 15 (CRE) | Itàlia A              | Jean Dotto (FRA)        |
| 13a   | 6 de maig  | Madrid - Valladolid    | 222      | Fiorenzo Magni (ITA)  | Jean Dotto (FRA)        |
| 14a   | 7 de maig  | Valladolid - Bilbao    | 308      | Donato Piazza (ITA)   | Jean Dotto (FRA)        |
| 15a   | 8 de maig  | Bilbao - Bilbao        | 147      | Fiorenzo Magni (ITA)  | Jean Dotto (FRA)        |

## Classificacions finals

### Classificació general
| Pos. | Ciclista                     | Equip | Temps       |
| ---- | ---------------------------- | ----- | ----------- |
| 1    | Jean Dotto (FRA)             |       | 81h 04' 02" |
| 2    | Antonio Jiménez Quílez (ESP) |       | + 3' 06"    |
| 3    | Raphaël Géminiani (FRA)      |       | + 5' 05"    |
| 4    | Jesús Loroño (ESP)           |       | + 5' 52"    |
| 5    | Vicent Iturat (ESP)          |       | + 6' 24"    |
| 6    | Gabriel Company Bauza (ESP)  |       | + 6' 30"    |
| 7    | Josep Serra (ESP)            |       | + 7' 31"    |
| 8    | Giuseppe Buratti (ITA)       |       | + 8' 42"    |
| 9    | Cosme Barrutia (ESP)         |       | + 9' 37"    |
| 10   | Georges Gay (FRA)            |       | + 9' 44"    |

### Classificació per punts
|   | Ciclista              | Equip | Punts |
| - | --------------------- | ----- | ----- |
| 1 | Fiorenzo Magni (ITA)  |       | 128   |
| 2 | Gabriel Company (ESP) |       | 161   |
| 3 | Jesús Loroño (ESP)    |       | 177   |

### Classificació de la muntanya
|   | Ciclista               | Equip | Punts |
| - | ---------------------- | ----- | ----- |
| 1 | Giuseppe Buratti (ITA) |       | 35    |
| 2 | Antoni Gelabert (ESP)  |       | 31    |
| 3 | Gilbert Bauvin (FRA)   |       | 20    |

### Classificació per equips
|   | Equip  | Temps        |
| - | ------ | ------------ |
| 1 | França | 243h 40' 11" |